# Mia May
Mia May, artiestennaam van Hermine Pfleger (Wenen, 2 juni 1884 – Hollywood, 28 november 1980), was een Oostenrijks actrice.

## Biografie
Ze werd geboren als dochter van Johann Pfleger, een bakker, en zijn vrouw Albine Steinfelder. Op haar vijfde kreeg ze haar eerste rol in een theatervoorstelling in het Jantsch-Theater, en tot haar veertiende verscheen ze regelmatig in kinderrollen. Toen ze naar de Höhere Mädchenschule ging, kreeg ze balletlessen van Madame Charlé. Haar oudere zus Maria Pfleger (1879-1958), die onder de naam Mitzi Telmont optrad, was de tweede vrouw van de Weense cabaretier en komiek Heinrich Eisenbach.
Onder haar vroegere artiestennaam Herma Angelot trad ze als actrice en zangeres op diverse Weense podia op, zoals het Apollo-Theater. Ze trouwde in 1902 met de latere regisseur en filmproducent Joe May en samen kregen ze één kind, dochter Eva. Zij zou later ook als actrice verschijnen in filmproducties van haar vader.
Met het nieuwe pseudoniem Mia May ging Pfleger in 1911 naar Hamburg om op te treden in het nieuwe operettetheater van Wilhelm Bendiner, haar echtgenoot nam vervolgens dezelfde achternaam aan. In 1912 vestigden beiden zich in Berlijn, waar hij aan de slag ging als filmregisseur. In hetzelfde jaar verscheen ze als hoofdrolspeelster in In der Tiefe des Schachtes, de eerste film van haar man.
In de daaropvolgende jaren bleven haar prestaties niet beperkt tot producties van Joe May. Al werd ze door de melodramatische films van May, die in 1915 als producent en regisseur onafhankelijk was geworden, wel een van de eerste diva's van de Duitse film.
Ze verkreeg hoofdrollen in Das wandernde Bild (1920) van Fritz Lang en in diverse grote producties van May als Veritas vincit (1919), Die Herrin der Welt (1919), Das indische Grabmal (1921) en Tragödie der Liebe (1923).
Nadat haar dochter zichzelf in 1924 van het leven beroofde, beëindigde May haar acteercarrière. Ze emigreerde met haar man in 1933 via Frankrijk naar de Verenigde Staten. In 1949 opende het paar in West Los Angeles het restaurant Blue Danube, dat overigens slechts van korte duur zou zijn. Haar echtgenoot Joe May overleed in 1954, zelf stierf ze in 1980 op 96-jarige leeftijd.

## Filmografie (selectie)
- 1912: In der Tiefe des Schachtes
- 1914: Die geheimnisvolle Villa
- 1914: Ketten der Vergangenheit
- 1915: Sein schwierigster Fall
- 1916: Die Sünde der Helga Arndt
- 1916: Arme Eva Maria
- 1916: Ein einsam Grab
- 1916: Charly, der Wunderaffe
- 1916: Die Gespensteruhr
- 1916: Nebel und Sonne
- 1917: Ehre
- 1917: Die Silhouette des Teufels
- 1917: Die Liebe der Hetty Raymond
- 1917: Hilde Warren und der Tod
- 1917: Der schwarze Chauffeur
- 1917: Ein Lichtstrahl im Dunkel
- 1918: Wogen des Schicksals
- 1918: Das Opfer
- 1918: Fünf Minuten zu spät
- 1918: Ihr großes Geheimnis
- 1918: Die Bettelgräfin
- 1919: Veritas vincit
- 1919: Die platonische Ehe
- 1919: Der Amönenhof
- 1919: Fräulein Zahnarzt
- 1919: Die Herrin der Welt (acht delen)
- 1920: Die Schuld der Lavinia Morland
- 1920: Das wandernde Bild
- 1921: Der Leidensweg der Inge Krafft
- 1921: Das indische Grabmal (deel 1 en 2)
- 1923: Tragödie der Liebe (deel 1 tot en met 4)
- 1923: Die Gräfin von Paris
- 1924: Die Liebesbriefe der Baronin von S...

## Prijzen
- 1969: Bundesfilmpreis (ereprijs)